# Svépravická
Svépravická je ulice v Hloubětíně na Praze 14, která spojuje křižovatku ulic Šestajovická, Soustružnická a Vaňkova s ulicí Kyjská.

## Historie a názvy
Nazvána je podle vesnice Svépravice, která se v roce 1950 stala součástí Horních Počernic a v roce 1974 se celek stal součástí hlavního města Prahy. Ulice vznikla a byla pojmenována v roce 1930. V době nacistické okupace v letech 1940–1945 se německy nazývala Sweprawitzer Straße.

## Zástavba
Na západní straně se nachází několik školních zařízení. Na východní straně jsou většinou jednopatrové rodinné domy.

## Budovy a instituce
- Mateřská škola Šestajovická, Šestajovická 1068/17, odloučené pracoviště Mateřské školy Štolmířská, Štolmířská 602/4.[5] Přízemní budova je zahradou spojena s Dětským centrem Paprsek, denním stacionářem, který poskytuje podporu lidem s mentálním a kombinovaným postižením a jejich rodinám.[6]
- Základní škola praktická a speciální Praha 9, Svépravická 701/3, detašované pracoviště (kmenová budova školy je v Bártlově ulici 83 v Praze 9).[7]
- Základní škola, Praha 9 – Hloubětín, Hloubětínská 700, Hloubětínská 700/24.[8]